# Lytta luteovittata
Lytta luteovittata là một loài bọ cánh cứng trong họ Meloidae. Loài này được Kraatz miêu tả khoa học năm 1882.